# Abbatiale

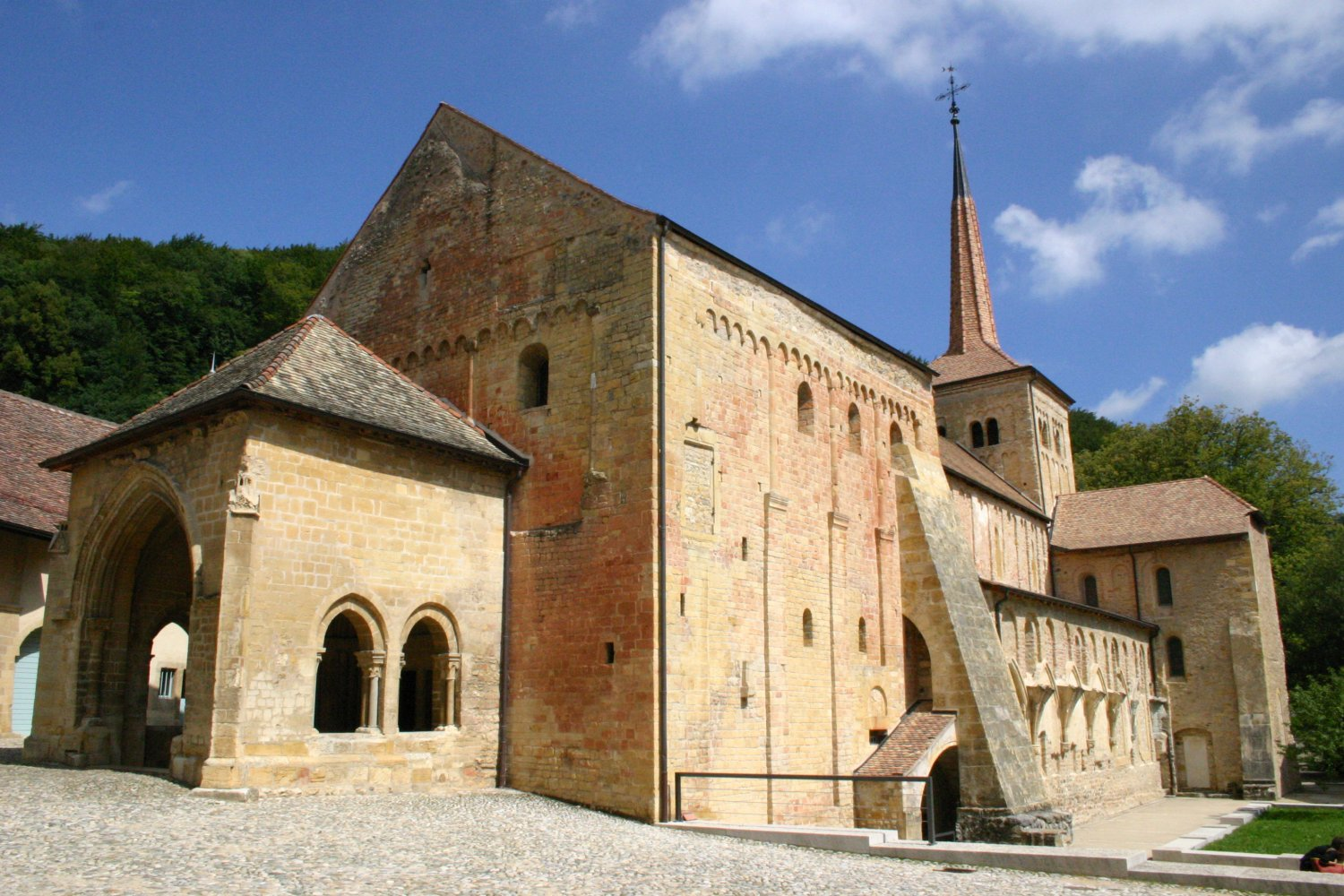
Abbatiale de Romainmôtier (Suisse)

Une abbatiale ou église abbatiale est une église spécialement construite pour une abbaye.

## Architecture
Centre de la vie spirituelle, l'abbatiale est, de tous les édifices du monastère, celui qui est le plus fidèle reflet de l'ordre : aussi est-ce lui qu'on dresse en premier, et auquel on apporte le plus de soins dans la construction. Ses dimensions et ses volumes la désignent généralement comme le lieu le plus important du monastère. Véritable « atelier monastique », elle est identifiée à l'extérieur par une ou plusieurs tours abritant les cloches qui appellent les moines pour les huit offices quotidiens.
Indépendamment de ses divisions structurelles (nef, collatéraux, transepts, sanctuaire, déambulatoire), elle comporte plusieurs espaces. Le sanctuaire est ainsi réservé à l'autel et aux prêtres qui officient. En avant, et dépassant parfois dans la nef, les moines de chœur prennent place dans deux rangées de sièges (les stalles) en vis-à-vis, car les offices sont alternés à deux chœurs (d'où le nom de chœur liturgique, bien qu'elle ne corresponde pas toujours parfaitement au chœur architectural). Dans la nef enfin, une partie est réservée aux convers et une autre aux visiteurs et populations locales.

## Liste d'abbatiales

### Allemagne
- Abbatiale du couvent des Augustins d'Erfurt, Erfurt, Allemagne.

### Autriche
- Abbatiale de Melk, Melk, Basse-Autriche, Autriche.

### Belgique

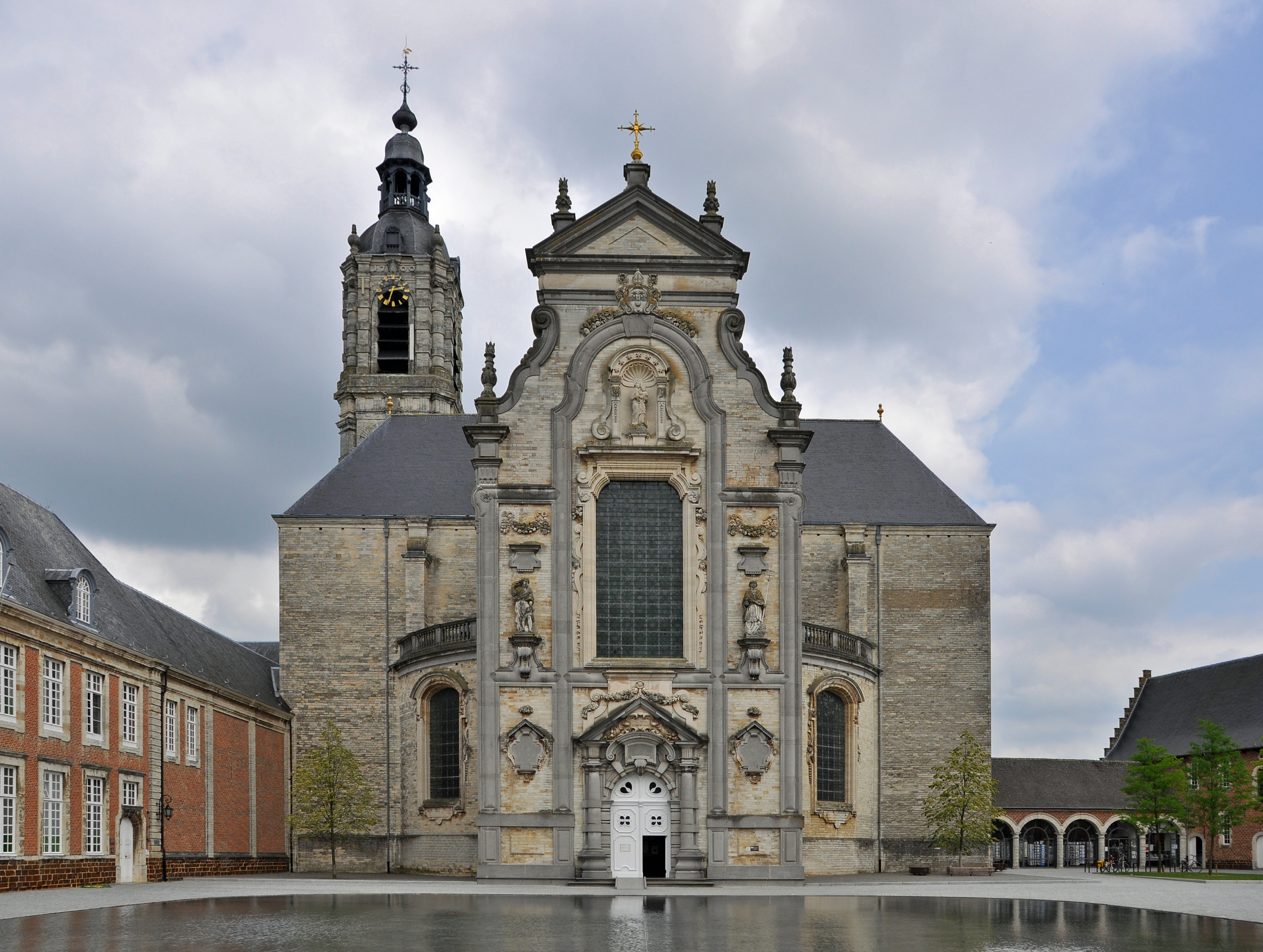
L'abbatiale d'Averbode (Belgique).

- Abbaye de Floreffe de style néoclassique
- Abbatiale d'Averbode
- Abbatiale d'Anvers
- Basilique Notre-Dame de Bonne-Espérance, Estinnes (Vellereille-les-Brayeux)

### Danemark
- Abbatiale de Herrevad à Klippan
- Abbatiale de Løgumkloster à Tønder
- Abbatiale de Sorø à Sorø, inspirée de l'abbaye cistercienne de Fontenay

### France

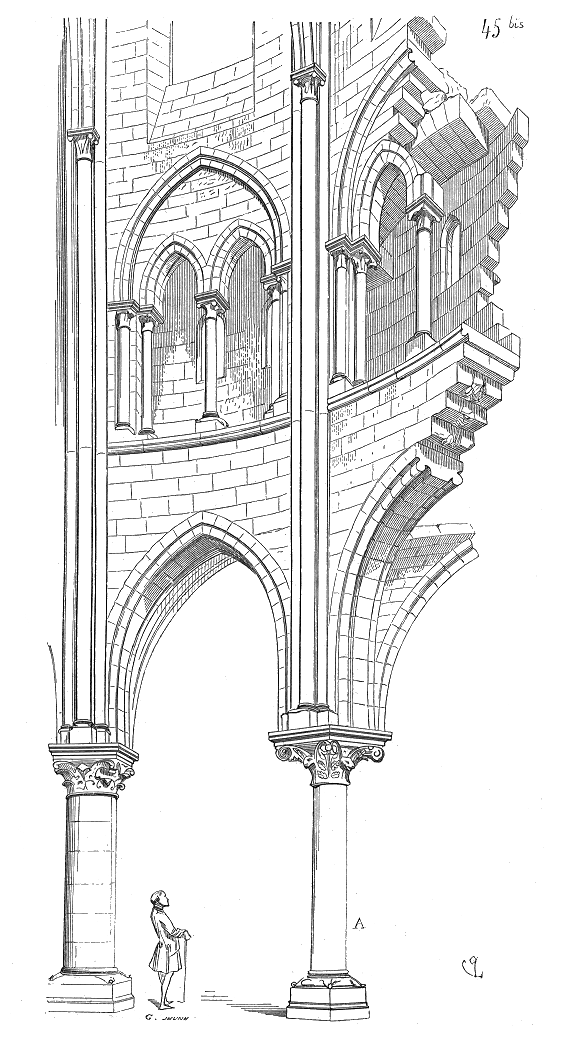
Croquis d'Eugène Viollet-le-Duc (1814-1879) - abbatiale de Saint-Leu-d'Esserent.

Classement par régions administratives et départements.

#### Auvergne-Rhône-Alpes
- Abbatiale Sainte-Marie de Cruas en Ardèche.
- Abbatiale Saint-Cesaire de Maurs dans le Cantal.
- Abbatiale Saint-Chaffre au Monastier-sur-Gazeille dans la Haute-Loire.
- Abbatiale Saint-Robert de La Chaise-Dieu dans la Haute-Loire.
- Abbatiale d'Abondance en Haute-Savoie.
- Abbatiale de Saint-Chef à Saint-Chef dans l'Isère.
- Abbatiale Saint-Austremoine d'Issoire, Puy-de-Dôme, Auvergne.
- Abbatiale Saint-Pierre de Mozac, Puy-de-Dôme en Auvergne.

#### Bourgogne-Franche-Comté

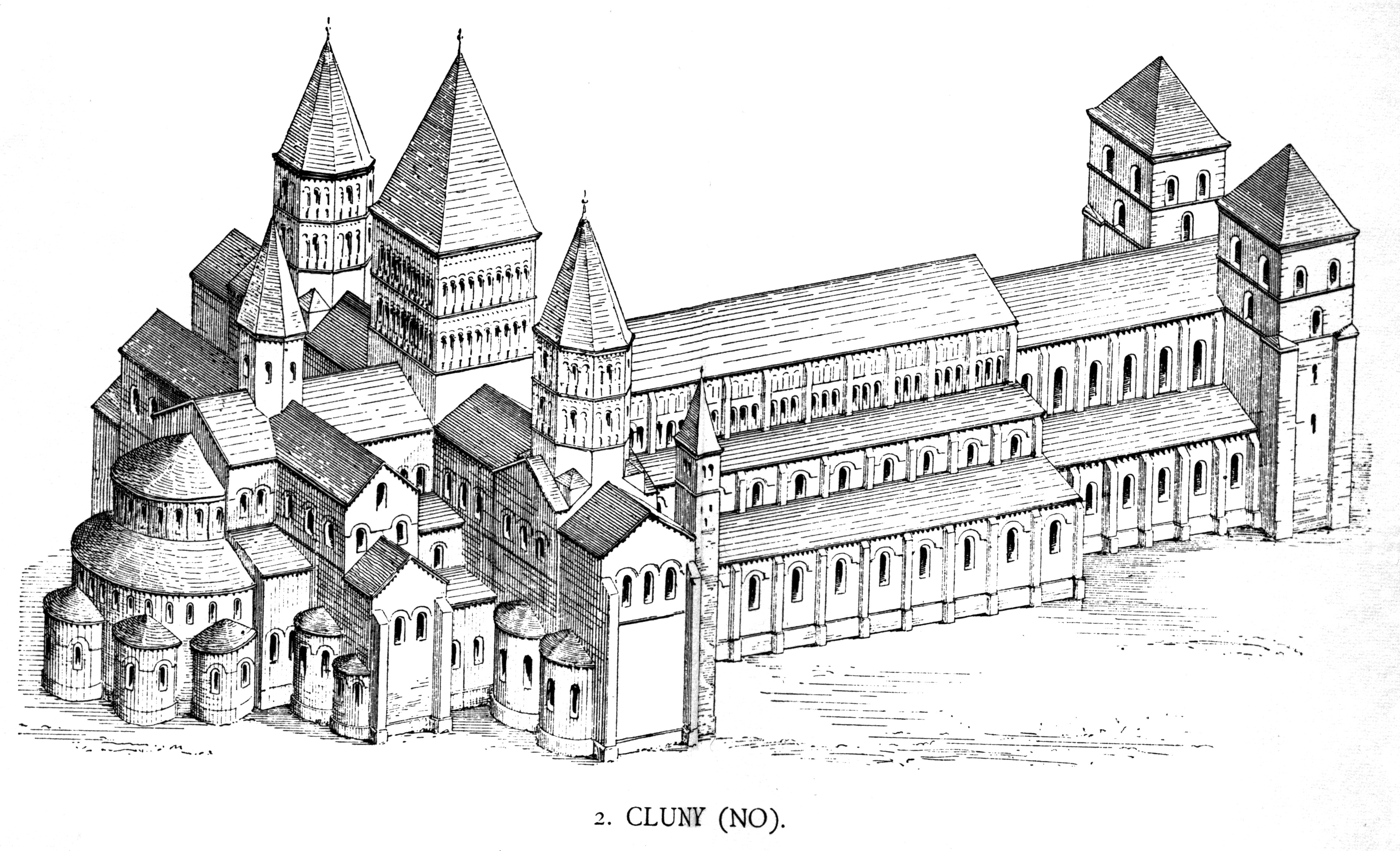
Un dessin de Cluny III

- Abbatiale de Cherlieu en Haute-Saône.
- Abbatiale Sainte-Odile de Baume-les-Dames dans le Doubs.
- Abbatiale Sainte-Madeleine de Vézelay, dans l'Yonne.
- Abbaye de Cluny, Cluny III

#### Bretagne
- Abbatiale Saint-Magloire de Lehon, à Dinan, dans les Côtes-d'Armor.
- Abbatiale Notre-Dame-en-Saint-Melaine de Rennes, en Ille-et-Vilaine.
- Abbatiale Saint-Méen à Saint-Méen-le-Grand en Ille-et-Vilaine.

#### Centre-Val de Loire
- Abbatiale Saint-Père-en-Vallée (église paroissiale Saint-Pierre depuis 1804) à Chartres, en Eure-et-Loir
- Abbatiale Notre-Dame de la Compassion dans l'Indre
- Abbatiale Notre-Dame de Fontgombault dans l'Indre
- Abbatiale Saint-Laumer de Blois (devenue église paroissiale Saint-Nicolas du Foix depuis 1792), en Loir-et-Cher
- Abbaye de la Trinité de Vendôme, en Loir-et-Cher

#### Grand Est
- Abbatiale Notre-Dame de Mouzon dans les Ardennes.
- Abbatiale Saint-Arbogast de Surbourg dans le Bas-Rhin en Alsace.
- Abbatiale Saint-Pierre-et-Saint-Paul de Neuwiller-lès-Saverne dans le Bas-Rhin.
- Abbatiale Saint-Trophime d'Eschau dans le Bas-Rhin.
- Abbatiale Saint-Maurice d'Ebersmunster dans le Haut-Rhin.
- Abbatiale Saint-Nicolas d'Avize dans la Marne.
- Abbatiale Saint-Vincent de Metz, (aujourd'hui Basilique) en Moselle.
- Abbatiale Saint Pierre de Remiremont dans les Vosges.

#### Hauts-de-France
- Abbatiale Saint-Ferréol d'Essômes-sur-Marne dans le sud de l'Aisne.
- Abbatiale de Saint-Michel-en-Thiérache dans l'Aisne.
- Abbatiale Saint-Martin du Cateau Cambrésis dans le département Nord.
- Église prieurale Saint-Nicolas de Saint-Leu-d'Esserent dans l'Oise.
- Abbatiale Saint-Saulve de Montreuil dans le Pas-de-Calais.
- Abbatiale Saint-Pierre de Corbie en Picardie dans la Somme.
- Abbatiale de Saint-Riquier en Picardie, dans la Somme.

#### Île-de-France
- Abbatiale Notre-Dame du Val-de-Grâce (aujourd'hui rattachée au diocèse aux Armées) à Paris.
- Abbatiale de Saint-Germain-des-Prés à Paris.
- Abbatiale Saint-Martin-des-Champs (Musée des Arts et métiers depuis 1794) à Paris.
- Abbatiale Saint-Pierre de Montmartre à Paris, Île-de-France
- Abbatiale Sainte-Geneviève (dont seul le clocher dit « tour Clovis » subsiste) à Paris.
- Abbatiale Saint-Pierre et Notre-Dame-des-Ardents de Lagny-sur-Marne, en Seine-et-Marne.
- La Basilique-Cathédrale de Saint-Denis, à Saint-Denis (Seine-Saint-Denis), est une ancienne abbatiale[2].

#### Normandie
- Abbatiale de l'Abbaye d'Ardenne, près de Caen dans le Calvados.
- Abbatiale Saint-Étienne de Caen dans le Calvados, Normandie
- Abbatiale de la Trinité de Caen (aujourd'hui église Saint-Gilles) dans le Calvados.
- Abbatiale Notre-Dame de Bernay dans l'Eure.
- Abbatiale de Hambye dans la Manche.
- Abbatiale de Jumièges en Seine-Maritime.
- Abbatiale de Mont Saint-Michel, Manche.
- Abbatiale Saint-Georges-de-Boscherville en Seine-Maritime.
- Abbatiale Saint-Ouen de Rouen en Seine-Maritime.
- Abbatiale de la Trinité, à Fécamp, en Seine-Maritime.

#### Nouvelle-Aquitaine
- Abbatiale de Beaulieu-sur-Dordogne en Corrèze.
- Abbaye Royale de Celles-sur-Belle en Deux-Sèvres.
- Abbatiale de Saint-Maixent-l'École en Deux-Sèvres.
- Abbatiale Sainte-Croix de Bordeaux (aujourd'hui paroissiale) en Gironde.
- Abbatiale de Saint-Sever dans les Landes.
- Abbatiale Saint-Martin de Ligugé dans la Vienne.

#### Occitanie
- Abbatiale Saint-Volusien de Foix dans l'Ariège.
- Abbatiale Sainte-Foy de Conques à Conques, dans l'Aveyron.
- Abbatiale de Saint-Gilles-du-Gard dans le Gard.
- Abbatiale de Saint-Savin dans les Hautes-Pyrénées.
- Abbatiale Saint-Sauveur d'Aniane dans l'Hérault.
- Abbatiale Sainte-Marie de Souillac dans le Lot.
- Abbatiale Sainte-Marie d'Arles-sur-Tech dans les Pyrénées-Orientales.
- Abbatiale Saint Pierre de Moissac en Tarn-et-Garonne.

#### Pays de la Loire
- Abbatiale Saint-Gildas-des-Bois, en Loire-Atlantique.
- Abbatiale Saint-Philibert de Saint-Philbert-de-Grand-Lieu en Loire-Atlantique.

### Royaume-Uni
- Abbatiale Saint Pierre et Saint Paul, également connu sous le nom d'Abbaye de Bath, à Bath

- Abbaye de Westminster, Londres
- Cathédrale de Gloucester.

### Suisse
- Abbaye d'Hauterive dans le canton de Fribourg
- Abbatiale Notre-Dame de Payerne dans le canton de Vaud
- Abbatiale de Saint-Pierre-et-Saint-Paul à Romainmôtier dans le canton de Vaud
- Abbatiale de Saint-Gall dans le canton de Saint-Gall.